# Mons 2015
 (août 2014).
Si vous disposez d'ouvrages ou d'articles de référence ou si vous connaissez des sites web de qualité traitant du thème abordé ici, merci de compléter l'article en donnant les références utiles à sa vérifiabilité et en les liant à la section « Notes et références ».
Mons 2015 est un projet culturel mené par la ville de Mons à l'occasion de sa désignation, avec Plzen, en République tchèque comme Capitale européenne de la culture en 2015. Son budget total était de 70,5 millions d'euros.

## Historique
Le projet commence le 24 janvier 2015 avec la fête d'ouverture qui rassemble plus de 100 000 personnes. À cette occasion, le couple royal a inauguré l’exposition « Van Gogh au Borinage : La naissance d’un artiste ».

## Commentaires dans les médias
À la suite du démontage en urgence d'une œuvre architecturale d'Arne Quinze surplombant une voie de circulation et censée perdurer 5 ans — The Passenger — mais qui montra d'inquiétants signes d'instabilité dès les premières semaines de son installation, le journal The Guardian a critiqué de façon virulente la cité montoise dans le cadre de ses projets de capitale européenne de la culture.
Conçue avec la collaboration d'un organisme de contrôle indépendant et de deux bureaux d'ingénieurs, une nouvelle version de cette installation urbaine fut reconstruite aux frais de l'artiste en octobre de la même année.